# Almindelig krybmos
Almindelig krybmos (Amblystegium serpens) er et meget almindeligt mos i Danmark.
Det vokser både på jord, sten og træ, og danner flade måtter af trådfine, mere eller mindre uregelmæssigt fjergrenede skud. De knap 1 mm lange blade er æglancetformede, jævnt tilspidsede og tandede mod spidsen. Bladene er udspærrede i fugtigt vejr. De 1-3 cm lange, teglrøde seta er ofte talrige.